# Cap Lopez
Pour les articles homonymes, voir Lopez et Aphyosemion australe.
Le cap Lopez (originellement Lopez Gonsalvo) est situé à la pointe de l'île Mandji, dans le delta du fleuve Ogooué au Gabon. Il s'avance dans l'océan Atlantique et c'est le point le plus occidental de la côte gabonaise et la limite méridionale du golfe du Biafra, voire du golfe de Guinée selon certaines interprétations. 
Découvert par le marin portugais Lopo Gonçalves qui lui donne son nom vers 1480, c'est un lieu de commerce des esclaves aux XVIIIe et XIXe siècles. En 1862 le traité du(dit) cap Lopez, signé entre la France et des représentants de la population locale, permet de céder à la première une souveraineté sur ce promontoire. Le cap est aujourd'hui situé dans la province gabonaise de l'Ogooué-Maritime, la ville de Port-Gentil se trouvant à quelques kilomètres de là.
Sur sa pointe se trouve un phare construit en 1911 en acier riveté avec un sommet en cuivre, éteint depuis de nombreuses années et menaçant de s'effondrer à la fois sous l'action dévastatrice de la rouille mais également sous celle de l'érosion littorale, en dépit de son socle de béton et d'un brise-lame dont la protection contre les vagues expliquent pourquoi le phare, construit à l'origine assez loin de la côte, est toujours debout malgré le drastique recul côtier. Il demeure utile comme point de repère pour la navigation à l'entrée d'un port pétrolier voisin. 

## Exploitation du pétrole
Un terminal pétrolier se trouve à l'est de la pointe et 17 km de Port-Gentil. C'est de là qu'est exportée la quasi-totalité du pétrole du Gabon.
Le port est aménagé en 1957 et 1958 sous colonisation française, progressivement agrandi par la suite pour accueillir des pétroliers eux-mêmes en croissance : par exemple le Ronsard a en 1957 un tonnage de 17 000 (tonnes) et le Front Champion atteint 311 189 tonnes en 2000 (les exportations de pétrole du Gabon s'élevent à 17 millions de tonnes en 1998, puis baissent pour atteindre 12,5 millions en 2003).
À Port-Gentil une raffinerie de pétrole de la "Société gabonaise de raffinage (SOGARA)" est mise en service en 1967, approvisionnée par un oléoduc qui transporte le pétrole depuis le cap Lopez. En 1976 est mise en service à côté d'elle une seconde raffinerie, pour la "Compagnie Gabonaise de Raffinage (Coger)", destinée à la fabrication de produits pour l’exportation.